# Kostel svaté Kateřiny (Jeníkov)
Kostel svaté Kateřiny v Jeníkově je římskokatolický kostelík. Jednolodní stavba kostela stojí v okrajové části obce Jeníkov, která je částí obce Čechtice v okrese Benešov ve Středočeském kraji. Kostel je filiálním, náležícím k čechtické farnosti. Od roku 1958 je chráněn jako kulturní památka.

## Historie
Údaje o přesné datu vzniku ani jméně stavitele jeníkovského kostelíka sv. mučednice Kateřiny Alexandrijské nejsou známy. Ve své Topografii Království českého Schaller uvádí, že kolem roku 1395 zde farář a současně duchovní správce kostela bydlel.
Hřbitovní kostelík je původně gotická jednolodní stavba z 1. poloviny 14. století, v období baroka byl přestavěn.
V 90. letech 20. století byla provedena komplexní dohledem archeologicky poučená oprava kostela, po jejímž dokončení 22. srpna 1999 sloužil slavnostní mši biskup Václav Malý.

## Popis
Kostel je umístěn takřka v polích, na mírném návrší asi půl kilometru od středu obce. Vede k němu polní cesta několik desítek metrů od hlavní silnice z Jeníkova do Čechtic.
Téměř čtvercový půdorys lodi kostela je původní, závěr je polygonální s presbytářem. V interiéru je sklenut gotickou křížovou klenbou, původní gotická okna byla zazděna a nahrazena barokními. Na pravé straně kostela stávala dřevěná zvonice se dvěma zvony.
Kostel je obklopen hřbitovem obehnaným zdí, k němuž byla oku 1834 místními obyvateli postavena brána.

## Bohoslužby
Kostel je spravován z čechtické farnosti. Dvakrát do roka se ke kostelu koná pouť, jedna ve svátek Nanebevzetí Panny Marie, druhá o posvícení (poslední neděle v listopadu) a další mše v průběhu liturgického roku.